# Taoïstische tempel
Een taoïstische tempel of daoïstische tempel is een gebouw waar religieuze bijeenkomsten worden gehouden voor mensen die het taoïsme aanhangen.
In de taoïstische tempels worden meerdere taoïstische goden vereerd. De meeste tempels hebben beelden van de Drie Puren, Jadekeizer, Sanguhan, Chongyang, Qizhen, Yaowang, Guan Yu en Lingguan. In taoïstische tempels kunnen mensen offers brengen aan vele soorten goden. De boeddhistische bodhisattva Guanyin en Ksitigarbha komt men ook vaak tegen in taoïstische tempels. De offers bestaan uit vele stokjes wierook, fruit, vlees (vis, kip en varken) en wijn. Er wordt bij het offeren gebeden om bepaalde intenties. In de taoïstische tempels worden grote en kleine gebedsbijeenkomsten georganiseerd door de daoshi. Tijdens Chinees nieuwjaar komen de meeste tempelsbezoekers, omdat het een eeuwenoude cultuurgebruik is om vooral op de 1e dag van nieuwjaar te offeren aan de vele goden en te bidden voor een voorspoedig jaar. Hierbij is het zeer belangrijk om op deze dag de/het eerste wierookstok(je) te branden. De mensen staan hiervoor in lange rijen.
Taoïstische tempels waren oorspronkelijk alleen in Chinese gebieden te vinden met hoge percentage Han-Chinezen. Later werd het geloof verbreid naar Vietnam en Korea. Nog later, in de 16e eeuw werden ook taoïstische tempels in plaatsen gebouwd met veel overzeese Chinezen. Deze werden in Zuidoost-Azië gebouwd. Tegenwoordig zijn er ook taoïstische tempels in Japan, Amerika en Canada.

## Geschiedenis
In de Tang-dynastie had een keizer veel waardering voor het taoïsme en liet hij 1900 tempels in heel het land bouwen. Tijdens de Song-dynastie, Yuan-dynastie en Ming-dynastie werden zeer veel taoïstische tempels gebouwd. In de Qing-dynastie vond de achteruitgang van het taoïsme plaats en werden er maar weinig tempels gebouwd. De Manstjoese keizers waren immers fervente Tibetaanse boeddhisten. Na de dood van Mao Zedong werd religie stapje voor stapje meer toegestaan in het openbare leven. De eeuwenoude taoïstische tempels die verwoest waren tijdens de Culturele revolutie werden gerenoveerd en heropend. Ook werden tempels die vrijwel geheel verwoest waren in deze periode, opnieuw gebouwd. Ook de bouw van supergrote nieuwe tempelcomplexen is een groeiend fenomeen in het hedendaagse Volksrepubliek China. Ook is door de grotere overheidstolerantie ten opzichte van religie de bouw van nieuwe taoïstische tempels over heel de Volksrepubliek toegestaan. Hierdoor zijn er nu zelfs in het veelal islamitische Sinkiang en het veelal Tibetaans-boeddhistische Tibetaanse Autonome Regio tempels te vinden van taoïsten. 